# حزب التضامن والتقدم
حزب التضامن والتقدم (بالفرنسية: Parti de la solidarité et du progrès) هو حزب سياسي في مالي. في 1 يوليو و22 يوليو 2007 في الانتخابات البرلمانية في مالي، فاز الحزب بمقعدين من أصل 160 مقعدًا. الحزب تابع للتحالف للديمقراطية والتقدم الذي يدعم الرئيس أحمد توماني توري.
خاض الحزب انتخابات 2013 البرلمانية،  لكنه فشل في الفوز بمقعد.